# Asura lacteoflava
Asura lacteoflava är en fjärilsart som beskrevs av Rothschild 1913. Asura lacteoflava ingår i släktet Asura och familjen björnspinnare. Inga underarter finns listade i Catalogue of Life.